# PCC 7900
A PCC 7900-as a leghosszabb PCC típusú jármű a brüsszeli villamoshálózaton.

## Járműpark

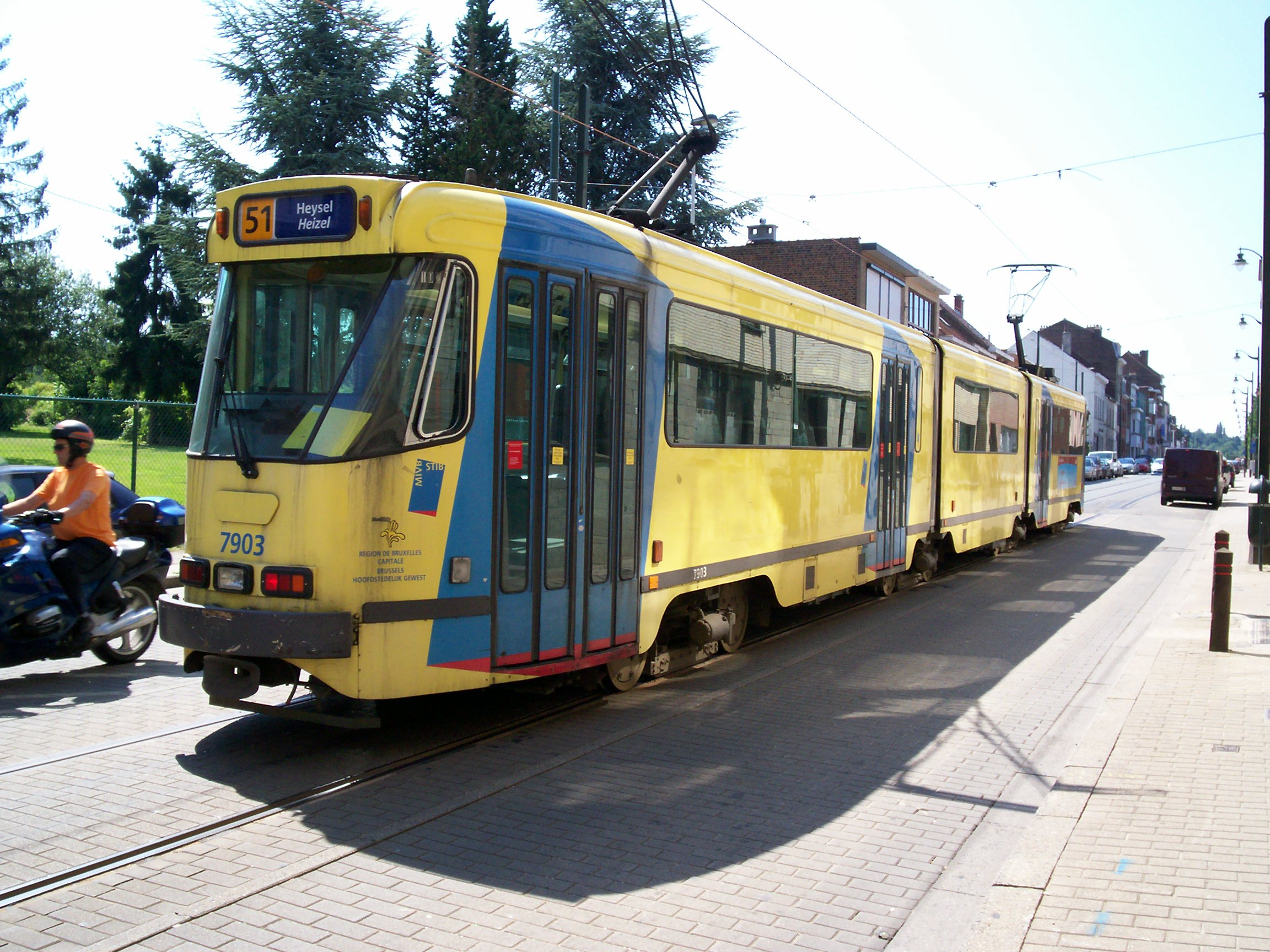

A PCC 7900-as villamosokat 1977 és 1978 között szállították a brüsszeli villamoshálózat szükségleteit kielégítve, összesen 61 motorkocsit. A komfortjuk a legkorszerűbbek lettek a világon a PCC típusú motorkocsik közt. Formatervezésük teljesen egyedi lett, leginkább ami a szélvédő gömbölyded kialakítását illeti. A motorkocsi 2 áramszedővel, 2 vezetőállással rendelkezik és 3 kocsiszekrényből épül fel, két oldalon elhelyezett, összesen 8 dupla ajtóval A középső kocsiszekrény ajtókkal nem rendelkezik. A jármű fényszórói és lámpái megegyeznek a 7700/7800-asokon találhatókkal, kivételt jelent a fő irányjelző, melyek keskenyebbek lettek.
1993-tól 2004-ig a 7900-asok egy hosszú átfestési periódus tanúi voltak, hogy elnyerjék a hagyományos STIB sárga-kék színsémát, és 2004-ben a 7925-ös pályaszámú volt mely utoljára az eredeti (70-es évekből való) "vajsárga STIB" színsémában futott.
2006 óta A STIB egy 4 éves felújítási programot indított, melyben a motorkocsik megkapták az új STIB gesztenye-szürke színsémát az első kocsi a 7916-os volt. A kocsikba új elektromos eszközöket rejtő szekrényeket helyeztek a középső kocsiszekrénybe, néhány üléstől elvéve a helyet.

## Technikai adatok
Adatok a STIB honlap alapján:
- Ülőhely: 46 fő
- Teljes befogadóképesség: 188 fő
- Teljes hossza: 27,86 m
- Teljes szélessége: 2,2 m
- Teljes magasság: 3,8 m
- A jármű tömege: 38,588 t (üres), 51,748 t (teljes terheléssel)
- Vontató motorok száma: 8 (forgóvázanként 2)
- Maximális sebesség: 65 km/h

## Fordítás
Ez a szócikk részben vagy egészben  a   PCC 7900 című francia Wikipédia-szócikk ezen változatának fordításán alapul.  Az eredeti cikk szerkesztőit annak laptörténete sorolja fel. Ez a jelzés csupán a megfogalmazás eredetét és a szerzői jogokat jelzi, nem szolgál a cikkben szereplő információk forrásmegjelöléseként.